# Cairn o'Get
Cairn o'Get is een neolithische graftombe, circa 4 km ten zuidwesten van Ulbster aan de A9 in Caithness (Schotland).

## Architectuur
De tombe bestaat uit een lange gang die uitkomt in een voorkamer met twee rechtopstaande stenen. Hierna komt de hoofdkamer met grote platte stenen aan de zijkanten. De zijden van de tombe zijn met gras begroeid. De ingang bevindt zich aan de zuidzijde.
De tombe bevindt zich op een heuvel.

## Beheer
Het beheer van Cairn o'Get is in handen van Historic Environment Scotland.